# 233 г. пр.н.е.
233 (двеста тридесет и трета) година преди новата ера (пр.н.е.) е година от доюлианския (Помпилийски) римски календар.

## Събития

### В Римската република
- Консули са Квинт Фабий Максим и Маний Помпоний Матон.
- Kонсулът Фабий побеждава лигурите.[1]

### В Гърция
- Арат Сикионски е избран седми път за стратег на Ахейския съюз.[2]
- Арат е победен от македонския военачалник Битис в битка при Филация (Phylacia).[2] Преждевременната радост в Атина предизвикана от слухове за смъртта на Арат е бързо помрачена след като той успява да организира атака на Атика, при която достига до Академията.
- Рухва управляващата династия на Епир, царица Дейдамея е убита, държавата преминава към федеративна републиканска форма на управление.[2]

## Починали
- Дейдамея, последната царица на молосите в древен Епир